# 田代保之
田代 保之（たしろ やすゆき、1866年（慶応2年2月） - 1941年（昭和16年）7月12日）は、明治から昭和時代戦前の政治家。貴族院多額納税者議員。

## 経歴
肥後国玉名郡横島村（熊本県玉名郡横島村、横島町を経て現玉名市）出身。田代岩彦の長男として生まれ、1886年（明治19年）家督を相続する。
農業を営み、1896年（明治29年）以降、玉名郡会議員、熊本県会議員、同参事会員を歴任した。ほか玉名銀行、肥後米券社重役を務めた。
1904年（明治37年）熊本県多額納税者として貴族院議員に互選され、同年9月29日から1907年（明治40年）9月13日まで務めた。